# Чемпионат СССР по лёгкой атлетике 1953
Лично-командный чемпионат СССР по лёгкой атлетике 1953 года проходил с 23 по 25 августа в Москве на стадионе «Динамо». На старт вышел 1081 легкоатлет, представлявший сборные команды союзных республик и городов Москвы и Ленинграда. На протяжении трёх дней были разыграны 34 комплекта медалей (22 у мужчин и 12 у женщин).
Чемпионат принёс новый мировой рекорд в женском беге на 800 метров. Собственное достижение улучшила Нина Откаленко (Плетнёва), выигравшая эту дистанцию на национальном первенстве в третий раз подряд. Два круга по стадиону она пробежала за 2.07,3, что оказалось на 0,9 секунды быстрее её прежнего рекорда, показанного в начале июня 1953 года.
На аналогичной дистанции у мужчин был побит рекорд СССР. Георгий Ивакин прервал четырёхлетнюю победную серию Петра Чевгуна и стал первым советским легкоатлетом, пробежавшим 800 метров быстрее 1 минуты 50 секунд — 1.49,6.
Высочайший уровень показали мужчины в беге на 400 метров с барьерами. Результаты Юрия Литуева (50,7) и Анатолия Юлина (50,9) превышали рекорд Европы и занимали на тот момент второе и четвёртое места в списке лучших за всю историю лёгкой атлетики. До мирового рекорда Литуеву не хватило всего 0,1 секунды. Улучшить это достижение ему всё же удалось, но только месяц спустя: на соревнованиях в Будапеште ленинградский барьерист показал время 50,4.
Александра Чудина установила национальный рекорд в прыжке в высоту, преодолев 1 м 69 см.
В беге на 200 и 400 метров у мужчин не знал себе равных Ардалион Игнатьев. В обоих финалах он уступил 0,1 секунды собственным рекордам страны.
Чемпионат СССР 1953 года был первым в карьере для стайера Владимира Куца. Он уверенно выиграл дистанции 5000 и 10 000 метров. Впоследствии он повторит этот победный дубль на первенствах СССР в 1954—1956 годах, а также на Олимпийских играх в Мельбурне.
По итогам чемпионата газета «Советский спорт» отметила ряд организационных недостатков в его проведении. Так, упрёком организаторам стали отсутствие программы соревнований у зрителей, излишняя затянутость между предварительными и финальными состязаниями копьеметателей, плохая освещённость стадиона в вечернее время.
Чемпионат СССР по марафону прошёл 27 августа в Москве, через два дня после завершения основного чемпионата. Сильнейшие многоборцы страны определились 7—8 ноября в Ашхабаде.

## Командное первенство
| Место | Команда        |
| ----- | -------------- |
| 1     | Москва         |
| 2     | Ленинград      |
| 3     | Украинская ССР |

## Призёры

### Мужчины
| Дисциплина             | Золото                                                                   | Золото    | Серебро                                                           | Серебро   | Бронза                                                              | Бронза    |
| ---------------------- | ------------------------------------------------------------------------ | --------- | ----------------------------------------------------------------- | --------- | ------------------------------------------------------------------- | --------- |
| 100 м                  | Владимир Сухарев Москва                                                  | 10,8      | Виктор Рябов Ленинград                                            | 10,9      | Леван Санадзе Грузинская ССР Тбилиси                                | 10,9      |
| 200 м                  | Ардалион Игнатьев РСФСР Чебоксары                                        | 21,2      | Лев Каляев Ленинград                                              | 21,4      | Владимир Сухарев Москва                                             | 21,5      |
| 400 м                  | Ардалион Игнатьев РСФСР Чебоксары                                        | 46,9      | Эдмунд Пилагс Латвийская ССР Рига                                 | 48,1      | Иван Бондаренко Украинская ССР Киев                                 | 48,3      |
| 800 м                  | Георгий Ивакин Москва                                                    | 1.49,6    | Борис Алексюк РСФСР Тула                                          | 1.51,3    | Пётр Чевгун Украинская ССР Киев                                     | 1.51,4    |
| 1500 м                 | Виктор Багреев Москва                                                    | 3.50,0    | Дмитрий Пятайкин Москва                                           | 3.50,2    | Юрий Куляпин РСФСР Анжеро-Судженск                                  | 3.51,0    |
| 5000 м                 | Владимир Куц Ленинград                                                   | 14.02,2   | Александр Ануфриев РСФСР Горький                                  | 14.22,0   | Василий Кривошеин РСФСР Уфа                                         | 14.23,4   |
| 10 000 м               | Владимир Куц Ленинград                                                   | 29.49,4   | Александр Ануфриев РСФСР Горький                                  | 30.31,4   | Иван Семёнов Москва                                                 | 30.35,4   |
| 3000 м с препятствиями | Владимир Казанцев Москва                                                 | 8.51,2    | Михаил Салтыков Белорусская ССР Минск                             | 8.54,6    | Фёдор Марулин Украинская ССР Днепропетровск                         | 8.56,6    |
| 110 м с барьерами      | Евгений Буланчик Украинская ССР Киев                                     | 14,5      | Сергей Попов Ленинград                                            | 14,7      | Анатолий Поляков Москва                                             | 15,0      |
| 400 м с барьерами      | Юрий Литуев Ленинград                                                    | 50,7      | Анатолий Юлин Белорусская ССР Минск                               | 50,9      | Тимофей Лунёв Белорусская ССР Минск                                 | 51,7      |
| Прыжок в высоту        | Юрий Илясов Ленинград                                                    | 1,95 м    | Юрий Степанов Ленинград                                           | 1,95 м    | Владимир Смирнов Москва                                             | 1,90 м    |
| Прыжок с шестом        | Владимир Бражник Москва                                                  | 4,30 м    | Виктор Князев Москва                                              | 4,30 м    | Борис Сухарев Москва                                                | 4,20 м    |
| Прыжок в длину         | Виктор Лескевич РСФСР Саратов                                            | 7,43 м    | Леонид Григорьев Ленинград                                        | 7,40 м    | Владимир Котенков Ленинград                                         | 7,19 м    |
| Тройной прыжок         | Леонид Щербаков Москва                                                   | 15,77 м   | Арнис Буте Латвийская ССР Рига                                    | 14,91 м   | Евгений Чен Москва                                                  | 14,79 м   |
| Толкание ядра          | Отто Григалка Москва                                                     | 16,49 м   | Хейно Липп Эстонская ССР Тарту                                    | 16,27 м   | Георгий Фёдоров Москва                                              | 16,15 м   |
| Метание диска          | Отто Григалка Москва                                                     | 50,27 м   | Михаил Кривоносов Белорусская ССР Минск                           | 49,92 м   | Борис Бутенко Москва                                                | 49,44 м   |
| Метание молота         | Станислав Ненашев Азербайджанская ССР Баку                               | 57,17 м   | Владимир Морозов Москва                                           | 56,50 м   | Владислав Вайвадс Москва                                            | 56,32 м   |
| Метание копья          | Владимир Кузнецов Ленинград                                              | 75,47 м   | Виктор Цыбуленко Украинская ССР Киев                              | 70,74 м   | Александр Горшков Ленинград                                         | 67,97 м   |
| Ходьба на 10 000 м     | Бруно Юнк Москва                                                         | 44.29,6   | Константин Кудров Белорусская ССР Витебск                         | 46.28,6   | Павел Казанков Ленинград                                            | 46.51,6   |
| Ходьба на 50 км        | Анатолий Хабаров РСФСР Свердловск                                        | 4:20.49,6 | Иван Ярмыш Украинская ССР Киев                                    | 4:32.25,4 | Евгений Маскинсков Белорусская ССР Бобруйск                         | 4:40.58,6 |
| Эстафета 4×100 м       | Ленинград Борис Токарев Лев Каляев Виктор Рябов Леонид Григорьев         | 41,0      | Москва                                                            | 41,5      | РСФСР                                                               | 41,7      |
| Эстафета 4×400 м       | РСФСР · Лев Шупилов · Сергей Суханов · Юрий Рябинкин · Ардалион Игнатьев | 3.13,8    | Москва Владимир Горичев Сергей Архаров Павел Дёмин Георгий Ивакин | 3.14,4    | Ленинград Георгий Животягин Геннадий Слепнёв Олег Агеев Юрий Биттер | 3.23,0    |

### Женщины
| Дисциплина       | Золото                                                                | Золото     | Серебро                                                                       | Серебро | Бронза                                                                    | Бронза  |
| ---------------- | --------------------------------------------------------------------- | ---------- | ----------------------------------------------------------------------------- | ------- | ------------------------------------------------------------------------- | ------- |
| 100 м            | Надежда Двалишвили Грузинская ССР Тбилиси                             | 12,0       | Ирина Турова Москва                                                           | 12,0    | Вера Калашникова РСФСР Вологда                                            | 12,0    |
| 200 м            | Надежда Двалишвили Грузинская ССР Тбилиси                             | 24,4       | Зинаида Сафронова Москва                                                      | 24,7    | Ирина Турова Москва                                                       | 24,8    |
| 400 м            | Зоя Петрова Москва                                                    | 56,2       | Полина Солопова Ленинград                                                     | 56,3    | Нина Откаленко Украинская ССР Киев                                        | 56,3    |
| 800 м            | Нина Откаленко Украинская ССР Киев                                    | 2.07,3 WR* | Дора Барахович Украинская ССР Киев                                            | 2.08,8  | Нина Кабыш Белорусская ССР Витебск                                        | 2.10,8  |
| 80 м с барьерами | Мария Голубничая Москва                                               | 11,5       | Анна Александрова Ленинград                                                   | 11,5    | Валентина Ивлева Москва                                                   | 11,6    |
| 80 м с барьерами | Мария Голубничая Москва                                               | 11,5       | Анна Александрова Ленинград                                                   | 11,5    | Вера Черткова Москва                                                      | 11,6    |
| Прыжок в высоту  | Александра Чудина Москва                                              | 1,69 м     | Нина Коссова Ленинград                                                        | 1,60 м  | Людмила Мочилина Ленинград                                                | 1,60 м  |
| Прыжок в длину   | Александра Чудина Москва                                              | 5,95 м     | Надежда Двалишвили Грузинская ССР Тбилиси                                     | 5,91 м  | Галина Сегень Украинская ССР Киев                                         | 5,87 м  |
| Толкание ядра    | Галина Зыбина Ленинград                                               | 15,78 м    | Тамара Тышкевич Ленинград                                                     | 15,07 м | Леа Маремяэ Эстонская ССР Тарту                                           | 14,17 м |
| Метание диска    | Нина Пономарёва Москва                                                | 49,81 м    | Евгения Арзуманова Азербайджанская ССР Баку                                   | 48,90 м | Нина Думбадзе Грузинская ССР Тбилиси                                      | 46,70 м |
| Метание копья    | Александра Чудина Москва                                              | 49,90 м    | Леа Маремяэ Эстонская ССР Тарту                                               | 46,30 м | Надежда Коняева Украинская ССР Киев                                       | 45,12 м |
| Эстафета 4×100 м | Москва Вера Черткова Александра Чудина Зинаида Сафронова Ирина Турова | 47,2       | РСФСР                                                                         | 47,7    | Ленинград                                                                 | 47,8    |
| Эстафета 4×200 м | Москва Ирина Турова Александра Чудина Зоя Петрова Зинаида Сафронова   | 1.38,5     | РСФСР · Вера Калашникова · Мария Иткина · Лидия Полиниченко · Флора Казанцева | 1.39,9  | Ленинград Анна Александрова Злата Лобынцева Вера Быстрова Полина Солопова | 1.39,9  |

## Чемпионат СССР по марафону
Лично-командный чемпионат СССР по марафону 1953 года прошёл 27 августа в Москве. Убедительную победу одержал Пётр Сороковых, опередивший серебряного призёра Бориса Гришаева на две с половиной минуты.
| Дисциплина | Золото                                | Золото    | Серебро                        | Серебро   | Бронза                               | Бронза    |
| ---------- | ------------------------------------- | --------- | ------------------------------ | --------- | ------------------------------------ | --------- |
| Марафон    | Пётр Сороковых Украинская ССР Сталино | 2:29.02,8 | Борис Гришаев РСФСР Сталинград | 2:31.30,8 | Иван Голополосов Украинская ССР Киев | 2:33.06,6 |

## Чемпионат СССР по многоборьям
Чемпионат СССР по многоборьям 1953 года состоялся 7—8 ноября в Ашхабаде, столице Туркменской ССР. Соревнования прошли при неблагоприятных погодных условиях: впервые за последние 80 лет температура воздуха в этой местности опустилась ниже нуля градусов в начале ноября. Василий Кузнецов завоевал первый крупный титул в своей карьере. В последующие годы он станет двукратным призёром Олимпийских игр, трёхкратным чемпионом Европы и 10-кратным чемпионом СССР в десятиборье.

### Мужчины
| Дисциплина   | Золото                        | Золото           | Серебро                  | Серебро           | Бронза                        | Бронза            |
| ------------ | ----------------------------- | ---------------- | ------------------------ | ----------------- | ----------------------------- | ----------------- |
| Десятиборье* | Василий Кузнецов Искра Москва | 6862 очка (6411) | Юрий Кутенко Искра Львов | 6713 очков (6295) | Владимир Волков Динамо Москва | 6495 очков (6209) |

* Для определения победителя в соревнованиях десятиборцев использовалась старая система начисления очков. Пересчёт с использованием современных таблиц перевода результатов в баллы приведён в скобках.

### Женщины
| Дисциплина | Золото                          | Золото     | Серебро                   | Серебро   | Бронза                       | Бронза    |
| ---------- | ------------------------------- | ---------- | ------------------------- | --------- | ---------------------------- | --------- |
| Пятиборье  | Александра Чудина Динамо Москва | 4506 очков | Галина Сегень Динамо Киев | 4264 очка | София Бурдуленко Динамо Киев | 4121 очко |